# Straffefangen
Straffefangen (originaltitel La Maison du mystère) er en fransk stumfilm fra 1923 af Alexandre Volkoff.

## Medvirkende
- Ivan Mosjoukine som Julien Villandrit
- Charles Vanel som Henri Corradin
- Hélène Darly som Régine de Bettigny
- Francine Mussey som Christiane
- Nicolas Koline som Rudeberg
- Vladimir Strizhevsky som Pascal